# Manuel Rivera-Ortiz
Manuel Rivera-Ortiz  (născut pe 23 decembrie 1968 în Guayama, Puerto Rico) este un fotograf puerto-rican.
Rivera-Ortiz este un fotograf social comise în tradiția de fotografie documentar sociale. El a documentelor de, în special în, condițiile de viață ale oamenilor în Lumea a Treia.
Fotografiile sale sunt în colecții permanente din mai multe muzee, printre care George Eastman House International Museum of Photography and Film.

## Fundația Manuel Rivera-Ortiz pentru fotografie documentară & film
Fundația Manuel Rivera-Ortiz pentru fotografie documentară & film (The Manuel Rivera-Ortiz Foundation for Documentary Photography & Film) este o fundație privată, non-profit cu sediul în Rochester, New York. Rivera-Ortiz a înființat fundația în 2010 pentru a susține fotografii și realizatorii de filme fără notorietate din țările în curs de dezvoltare, prin premii, grant-uri, expoziții, și programe educaționale.

## Publicații
- Viajeros: North American Artist / Photographers’ Images of Cuba, Lehigh University Art Galleries, 2005
- "A Journey of Self-Discovery", Rangefinder Magazine. (PDF of the article[nefuncțională]
).
- Lori Marie Carlson, ed., Voices in first person, Simon & Schuster, 2008, ISBN 1-4169-8445-3. Rivera-Ortiz provides the photographs in what the publisher describes as "A collection of monologues featuring the most respected Latino authors writing today, including Sandra Cisneros, Oscar Hijuelos, and Gary Soto.[19]
- Percepciones en Blanco & Negro - Colombia, Ediciones Adéer Lyinad, 2009. ISBN 958-99237-0-4. Rivera-Ortiz provides the introduction to this collection of the work of 103 photographers.[20]
- A New Documentary, The Manuel Rivera-Ortiz Foundation for Documentary Photography and Film, 2013. ISBN 978-0-9896053-0-4.

## Galerie

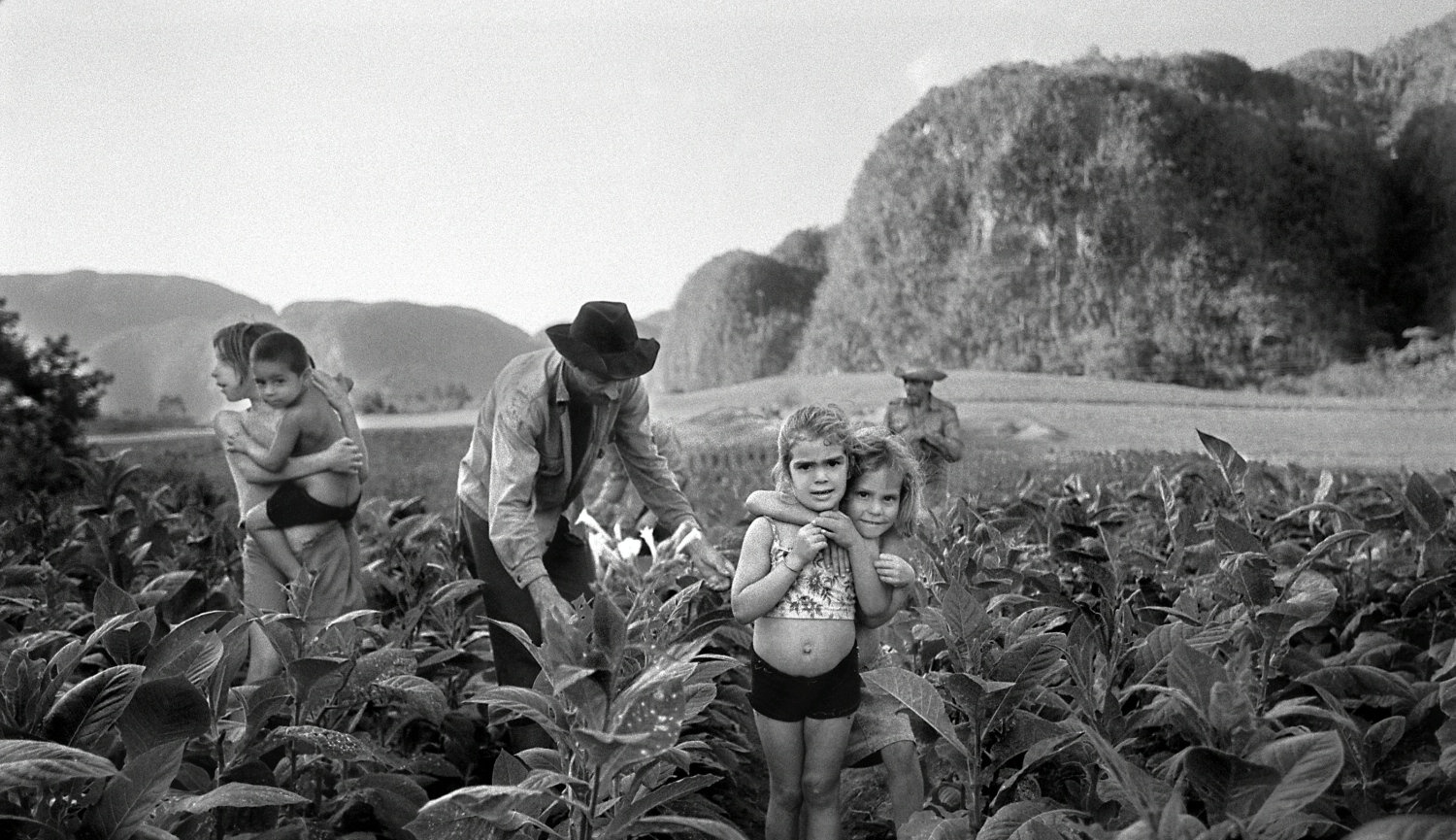
Tobacco Harvesting, Valle de Viñales, Cuba (2002)
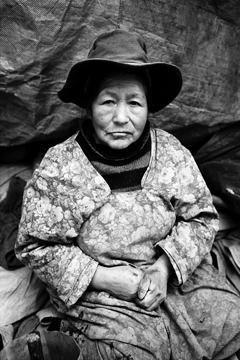
Widow Of The Mines, Potosí, Bolivia (2004)
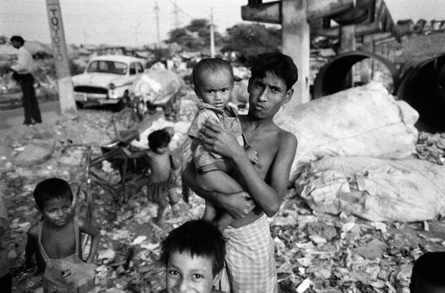
City Dump, Yamuna River Slum, Delhi, India (2005)